# Freelancers
Freelancers är en amerikansk långfilm från 2012 i regi av Jessy Terrero, med 50 Cent, Forest Whitaker, Robert De Niro och Malcolm Goodwin i rollerna. Filmen släpptes direkt till Blue-Ray och DVD var aldrig nära en biolansering.

## Handling
Jonas "Malo" Maldonado (50 Cent) är sonen till en dödad polis i New York. Tillsammans med sina två bästa vänner bestämmer han sig för att följa i sin fars fotspår. Efter att ha tagit examen som polis tar hans pappas partner Joe Sarcone (Robert De Niro) honom under sina vingar.

## Rollista
| 50 Cent              | – Jonas "Malo" Maldonado            |
| Forest Whitaker      | – Lieutenant Detective Dennis Lurue |
| Robert De Niro       | – Captain Joe Sarcone               |
| Matt Gerald          | – Billy Morrison                    |
| Beau Garrett         | – Joey                              |
| Malcolm Goodwin      | – A.D. Valburn                      |
| Robert Wisdom        | – Terrence Burke                    |
| Dana Delany          | – Lydia Vecchio                     |
| Vinnie Jones         | – Sully                             |
| Pedro Armendariz Jr. | – Gabriel Baez                      |
| Michael McGrady      | – Robert Jude                       |
| Andre Royo           | – Daniel Maldonado                  |
| Jeff Chase           | – Angie                             |

## Mottagande
Filmen fick ett svalt mottagande, på Internet Movie Database har användarna i snitt gett filmen 4.4 av 10 i betyg.
Recensenten på Värmlands Folkblad, Stina Samuelsson, gav filmen 1 av 5 och skrev:
| ” | Alltså, jag vet att Robert de Niro och Forest Whitaker är namn som gör att man blir nyfiken. Men här är det deprimerande. Filmen är lika dålig som karaktärernas känsla för moral och etik, lika trovärdig som en flygande disktrasa och helt enkelt inte värd någons tid. | „ |